# Eupithecia cocoata
Eupitecia cocoata es una especie de polilla de la familia Geometridae. La especie fue descrita por primera vez por Richard F. Pearsall en 1908 con distribución en Estados Unidos. El holotipo de la especie fue descrito en la isla Plummer, Maryland. La polilla es parte del pequeño grupo de especies E. mutata.

## Descripción
E. classicata es una polilla pequeña con una envergadura de las alas anteriores es de 22 milímetros (0,9 plg). El color de fondo de las alas anteriores es gris con algunas líneas finas, onduladas, marrones y tenues. El color de fondo de las alas traseras es gris con líneas marrones, onduladas y más gruesas. Se han registrado adultos volando en mayo y julio.
Los palpos son largos, ásperos y escamosos. Las antenas son aplanadas, bastante robustas y ciliadas. La cabeza y toda la superficie superior del cuerpo y las alas son de color marrón chocolate, bastante uniforme, mientras que la costa se ve barrada con rayas pálidas, que son el comienzo de líneas estrechas, pálidas, indefinidas y onduladas a lo largo de las alas anteriores. Los más prominentes provienen de un punto gemelo, que gira hacia afuera y encierra el punto discal, y desde allí se extiende en una amplia onda recta hacia el margen interno del ala. La línea pálida que generalmente sucede a la extradiscal también está presente, geminada a lo largo de la costa, luego se fusiona y se vuelve indistinta, fuertemente curvada hacia afuera en la costa, con una gran curva entre las venas uno y dos. La línea blanca que generalmente atraviesa el espacio subterminal está ausente y se muestra solo en un grupo de escamas pálidas en el ángulo anal. Los puntos discales son moderadamente grandes, ovalados, de color negro azabache, bordeados exteriormente con algunas escamas blancas.
Las alas traseras muestran la continuación de la línea pálida que sucede a la extradiscal, por lo demás no están marcadas excepto a lo largo del margen interno, donde están brevemente barradas de color marrón oscuro, y en el ángulo anal, donde las escamas dispersas de color marrón oscuro son contiguas a una llamativa mancha semilunar blanca. Puntos del disco son redondos, pequeños, de color marrón oscuro. Las alas traseras están cruzadas en la base con líneas pálidas estrechas y onduladas. Puntos discales todos de color marrón oscuro. El abdomen por debajo cuenta con escamas blancas. marrón, los tarsos con bandas más pálidas. Las patas medias y traseras son blancas, mientras que las patas delanteras son oscuras.